# Elk Mountain (Wyoming)
Elk Mountain város az USA Wyoming államában, Carbon megyében. Lakosainak száma 150 fő (2020. április 1.).

## Népesség
A település népességének változása:

| 2010 | 191 |
| 2020 | 150 |